# Стегнер, Уоллес
Уо́ллес Эрл Сте́гнер (англ. Wallace Earle Stegner; 18 февраля 1909 — 13 апреля 1993) — американский историк, писатель, автор рассказов, преподаватель и энвайронменталист, которого часто называют «деканом западных писателей». В 1972 году получил Пулитцеровскую премию, в 1977 году — национальную книжную премию США. Преподавал в Висконсинском, Гарвардском и Стэнфордском университетах. Писал как художественные, так и научно-популярные произведения, в которых повествовал о красоте природы американского Запада и призывал к защите окружающей среды.

## Биография
Родился в городе Лейк-Миллс, штат Айова. Его отец, Джордж Стегнер, по словам самого Стегнера, был «кочевником в душе», и на протяжении детства и юности Уоллеса семья часто переезжала из одного города западных США в другой, ввиду чего Стегнер вырос в таких местах, как Грейт-Фолс, штат Монтана, Солт-Лейк-Сити, штат Юта, и в деревне Истенд, провинция Саскачеван (Канада). Об этом периоде своей жизни он писал в своей автобиографии «Койот», отметив, что «жил в двадцати местах в восьми штатах и в Канаде». Был сыном Хильды (урождённая Полсон) и Джорджа Стегнера. Лето проводил в городе Гринсборо, Вермонт. В период жизни в Юте вступил в отряд бойскаутов Церкви Иисуса Христа Святых последних дней (хотя сам был пресвитерианцем по вероисповеданию) и получил награду Eagle Scout. В 1930 году получил степень бакалавра искусств в Университете Юты. Учился также в Айовском университете, где в 1932 году получил степень магистра, а в 1935 году — доктора.
В 1934 году женился на Мэри Стюарт Пейдж. На протяжении 59 лет они составляли «частное литературное партнёрство уникального удобства», как писал о них Артур Шлезингер-младший. Скончался в Санта-Фе, Нью-Мексико, 13 апреля 1993 года в результате осложнений, полученных в автомобильной катастрофе, в которую попал 28 марта того же года, в 84-летнем возрасте.
Сын Стегнера, Пейдж Стегнер, также стал писателем, эссеистом, писателем-натуралистом и почётным профессором Калифорнийского университета в Санта-Крус. Пейдж женат на писательнице-романистке Линн Стегнер. Пейдж выступил соавтором книги «American Places» вместе с отцом и редактировал в 2008 году сборник писем Уоллеса Стегнера.